# And All Things Will End
Pistes de Waking the Fallen
I Won't See You Tonight
And All Things Will End est une chanson du groupe de metalcore américain Avenged Sevenfold, c'est la onzième piste de leur album "Waking the Fallen" sorti le 26 août 2003 et est ancré dans le thème de la fin du monde.

## Membres sur la chanson
- M. Shadows : chant
- Synyster Gates : guitare solo, voix
- Zacky Vengeance : guitare rythmique, voix
- Johnny Christ : basse
- The Rev : batterie